# Eduardo del Llano

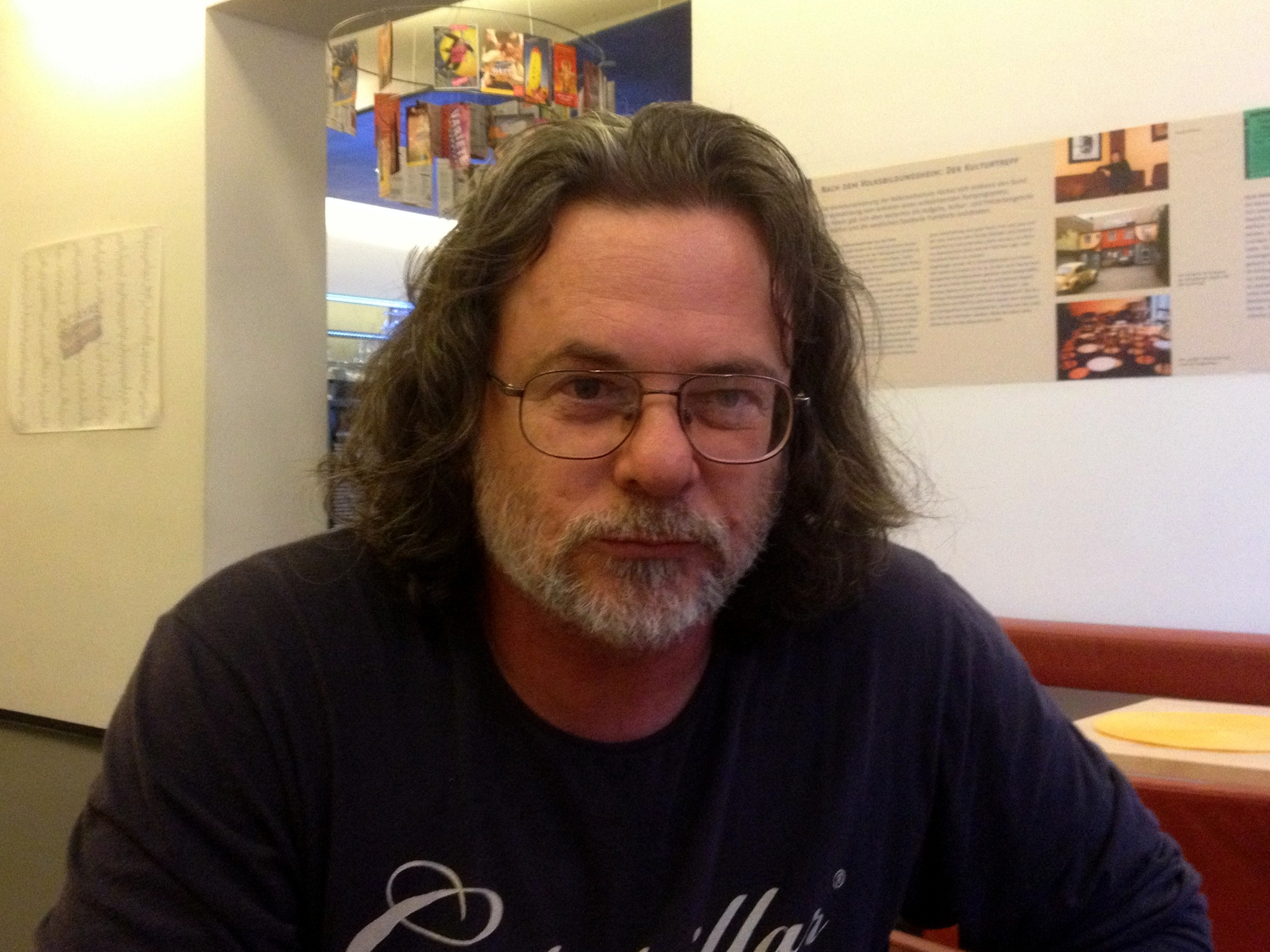
Eduardo del Llano (2013)

Eduardo del Llano Rodríguez (* 9. Oktober 1962 in Moskau) ist ein kubanischer Schriftsteller, Kinoregisseur, Schauspieler und Filmproduzent. Er ist vor allem als Drehbuchautor kubanischer Kinokomödien international erfolgreich. Seit 2004 hat er insbesondere durch eine Serie selbst produzierter satirischer Kurzfilme für große Aufmerksamkeit gesorgt, in denen er politische und gesellschaftliche Aspekte des kubanischen Alltags kritisch beleuchtet.

## Kindheit, Ausbildung und Lehrtätigkeit
Eduardo del Llanos Eltern stammten aus der westkubanischen Provinz Pinar del Río. Sein Vater, Eduardo del Llano Marante (1931–2010), hatte dort die Regionalgruppe der 1955 von Fidel Castro ausgerufenen revolutionären Bewegung des 26. Juli gegründet und sich am bewaffneten Untergrundkampf gegen die Herrschaft Fulgencio Batistas beteiligt. Mit dem Sieg der Revolutionäre ging Del Llano Marante 1959 nach Havanna und gehörte zum ersten Kontingent von kubanischen Studierenden, die nach der offenen Hinwendung Castros zum Marxismus-Leninismus in die Sowjetunion zur Ausbildung an der Parteihochschule der KPdSU entsandt wurden. Seine schwangere kubanische Ehefrau begleitete ihn und so kam Eduardo del Llano Rodríguez 1962 in Moskau zur Welt, wo er die ersten beiden Lebensjahre verbrachte. Seit 1964 lebt Del Llano in Havanna, sein Vater war als Forscher und Professor für Politische Ökonomie des Sozialismus tätig und ein mehrfach mit Verdienstorden ausgezeichnetes Mitglied der Kommunistischen Partei.
Eduardo del Llano besuchte von 1974 bis 1980 die Elite-Oberschule Escuela Vocacional „Vladímir Illich Lenin“ und studierte anschließend Kunstgeschichte an der Universität Havanna, wo er 1985 den Abschluss Lizenziat erwarb. An der Internationalen Hochschule für Kino und Fernsehen (EICTV) in San Antonio de los Baños nahm er 1995 und 1996 an internationalen Expertenworkshops für Spielfilmdramaturgie teil.
Von 1987 bis 1990 war er in den Direktionen für Öffentlichkeitsarbeit und Laienkünstler des kubanischen Kulturministeriums beschäftigt. Von 1990 bis 1995 unterrichtete er als Dozent für lateinamerikanische Kunstgeschichte und Geschichte der Fotografie an der Universität Havanna, wobei sein Spezialgebiet die präkolumbische Kunst war. 2000 hielt er in Managua und New York Workshops zum Thema Drehbuchschreiben ab. An der EICTV wirkte er von 2003 bis 2005 als Berater und Gutachter für die Abschlussarbeiten im Studienfach Regie.
Eduardo del Llano lebte ab Ende 2006 für ein Jahr in Madrid und seit seiner Rückkehr wieder in Havanna. Del Llano ist Vater zweier Töchter und hat einen Enkel.

## Künstlerisches Wirken

### Komiker und Schriftsteller
Gemeinsam mit Studienfreunden gründete er 1982 die von ihm angeführte Komikergruppe Grupo Nos y Otros (GNYO), mit der er bis zu ihrer Auflösung 1997 auf Bühnen in verschiedenen Teilen Kubas auftrat und zwischen 1992 und 2010 einen Erzählungsband, einen Roman sowie ein Theaterstück veröffentlichte. Zu seinen prägenden komödiantischen Einflüssen zählt er Monty Python, Woody Allen und die argentinischen Musikkabarettisten Les Luthiers. Seit 1993 publiziert Del Llano Texte unter eigenem Namen, darunter jeweils mehrere Erzählbände und Romane, aber auch Gedichte und ein Kinderbuch. Mehrere seiner Bücher wurden bisher in Spanien veröffentlicht, außerdem erschienen Übersetzungen einiger seiner Werke ins Deutsche und Italienische.

### Drehbuchautor
Grupo Nos y Otros wurden 1987 vom Kinoregisseur Daniel Díaz Torres kontaktiert, der die Verfilmung dreier Kurzgeschichten der Gruppe vorschlug. Im Lauf der Gespräche wurde das Episodenfilmprojekt jedoch verworfen und stattdessen entstand die Idee, eine der von Del Llano verfassten Geschichten als Basis des kompletten Films zu nehmen. So entstand die Gesellschaftssatire Alicia im Ort der Wunder, bei der Del Llano unter Einbindung von Jesús Díaz erstmals die Federführung als Drehbuchautor innehatte. Der Film wurde bei der Berlinale 1991 mit dem Friedensfilmpreis ausgezeichnet, stieß in Kuba selbst jedoch bei den zuständigen Kulturbehörden auf Ablehnung und durfte wenige Tage nach seiner Uraufführung nicht mehr in kubanischen Kinos vorgeführt werden. Der durch den Film ausgelöste Skandal innerhalb des staatlichen kubanischen Filminstituts (ICAIC) sorgte für die Entlassung des Institutsdirektors, der zwischenzeitlichen Unterstellung des Instituts unter direkte Kontrolle des Zentralkomitees der Kommunistischen Partei Kubas und zu Protesten von Künstlern und Filmemachern.
Gemeinsam mit Regisseur Díaz Torres schrieb Del Llano in der Folge noch weitere Komödien-Drehbücher, darunter für die deutsch-kubanischen Koproduktionen Kleines Tropikana und Der Kuba-Coup, Lisanka, sowie die österreichisch-kubanische Koproduktion Lügen auf Kubanisch. Mit anderen Regisseuren schrieb er die Drehbücher für Das Leben, ein Pfeifen und Madrigal (Regie: Fernando Pérez), Perfecto amor equivocado (Gerardo Chijona) und Óscar. Una pasión surrealista (Lucas Fernández).

### Regisseur, Produzent und Schauspieler
2004 begann Del Llano, unabhängig vom ICAIC und mit eigenen Mitteln der von ihm gegründeten Ein-Mann-Produktionsfirma „Sex Machine“, eine Reihe eigener satirischer Kurzgeschichten zu verfilmen. An Del Llanos Low-Budget-Kurzfilmen wirken einige der prominentesten kubanischen Filmschauspieler mit, darunter Jorge Perugorría, Paula Alí und Vladímir Cruz. Im Mittelpunkt einer mit Monte Rouge begonnenen Reihe von Erzählungen steht dabei der von Luis Alberto García gespielte tragische Held Nicanor O′Donnell, der sich als durchschnittlicher Bürger Havannas mit absurden Situationen auseinanderzusetzen hat, die den spezifisch kubanischen Alltag geschickt überzeichnen. Einige der Kurzfilme widmen sich mit beißendem Humor politisch sensiblen Themen wie dem Staatssicherheitsdienst, der gleichgeschalteten Presse und dem Demokratiedefizit innerhalb der allein regierenden Kommunistischen Partei, was vor Del Llano kein kubanischer Filmschaffender in ähnlicher Form gewagt hatte. Die Filme erreichen ihr Publikum in der Regel nicht durch öffentliche Aufführungen, sondern werden vor allem als digitale Kopien verbreitet, auch unter im Ausland lebenden Kubanern mit Internetzugang. Berichten ausländischer Medien, die seinen Kurzfilmen subversive Absichten zuschrieben, trat Del Llano entgegen. Als unabhängiger Filmemacher realisierte er außer seinen bekannten Kurzfilmen auch die längeren Dokumentationen GNYO und Peña.
Neben seinen Eigenproduktionen ist Del Llano weiterhin unter dem Dach des staatlichen Filminstituts tätig. Mit dem ICAIC realisierte er 2011 mit Vinci erstmals in der Rolle des Regisseurs einen ernsten Spielfilm. Als das Drama, das einen Gefängnisaufenthalt des jungen Leonardo da Vinci als historischen Hintergrund nutzt, 2011 vom Filmfestival in Havanna als Wettbewerbsbeitrag mit der Begründung abgelehnt wurde, dass es sich nicht um ein lateinamerikanisches Werk handele, focht Del Llano einen Streit mit den Verantwortlichen aus, den er in seinem Internet-Blog für die Öffentlichkeit dokumentierte. Die Kontroverse gab Anlass zu kritischen Kommentaren zur mangelnden Transparenz der Auswahlkriterien und zur Machtfülle des langjährigen Festivalpräsidenten Alfredo Guevara. Im August 2014 hatte Del Llanos Film Omega 3 in Havanna Premiere, die erste Science-Fiction-Produktion in der Geschichte des kubanischen Kinos.
In einigen der Filme, an denen er als Drehbuchautor oder Regisseur beteiligt war, übernahm Del Llano auch (zumeist kleinere) Schauspielrollen. Er hat an zahlreichen internationalen Filmfestivals teilgenommen und war Jury-Mitglied bei den Festivals von Freiburg 2002 und Innsbruck 2003.

## Filmografie

### Spielfilme
- Alicia im Ort der Wunder (Alicia en el pueblo de maravillas, 1991): Autor (gemeinsam mit Regisseur Daniel Díaz Torres, Grupo Nos y Otros, sowie mit Jesús Díaz)
- Kleines Tropikana (Tropicanita, 1997): Autor (gemeinsam mit Regisseur Daniel Díaz Torres)
- Das Leben, ein Pfeifen (La vida es silbar, 1998): Autor (gemeinsam mit Regisseur Fernando Pérez)
- Der Kuba-Coup (Hacerse el sueco, 2000): Autor (gemeinsam mit Regisseur Daniel Díaz Torres)
- Dalí Salvador? (2001): Autor (Regie: Fernando Timossi)
- Perfecto Amor equivocado (2001): Autor (gemeinsam mit Regisseur Gerardo Chijona)
- Madrigal (2006): Autor (gemeinsam mit Regisseur Fernando Pérez)
- Óscar: una pasión surrealista (2008): Autor (gemeinsam mit Regisseur Lucas Fernández)
- Lisanka (2009): Autor (gemeinsam mit Regisseur Daniel Díaz Torres), Schauspieler
- Vinci (2011): Regisseur, Autor, Komparse
- Lügen auf Kubanisch (La película de Ana, 2012): Autor (gemeinsam mit Regisseur Daniel Díaz Torres), Komparse
- Omega 3 (2014): Regisseur, Autor

### Fiktionale Kurzfilme

#### Nicanor-Reihe
- Monte Rouge (2004): Regisseur, Autor, Produzent, Schauspieler
- High Tech (2005): Regisseur, Autor, Produzent
- Photoshop (2006): Regisseur, Autor, Produzent
- Homo Sapiens (2006): Regisseur, Autor, Produzent
- Intermezzo (2008): Regisseur, Autor, Produzent
- Brainstorm (2009): Regisseur, Autor, Produzent
- Pas de Quatre (2009): Regisseur, Autor, Produzent
- Aché (2010): Regisseur, Autor, Produzent
- Pravda (2010): Regisseur, Autor, Produzent
- Exit (2011): Regisseur, Autor, Produzent
- Arte (2015): Regisseur, Autor, Produzent
- Épica (2015): Regisseur, Autor, Produzent
- Dominó (2017): Regisseur, Autor, Produzent
- Rállame la zanahoria (2018): Regisseur, Autor, Produzent
- Dos Veteranos (2019): Regisseur, Autor, Produzent, Schauspieler

#### Sonstige
- Cubanos en primer plano: Sidra Casanova (2009): Regisseur, Autor, Produzent
- Democrac (2011):  Regisseur, Autor, Produzent
- La verdad acerca del G2 (2012): Regisseur, Autor, Produzent
- Casting (2013): Regisseur, Autor, Produzent, Schauspieler
- No somos nada (2014): Regisseur, Autor, Produzent
- La leyenda de los abominables hombres de confianza (2016): Regisseur, Autor, Produzent, Schauspieler
- La campaña (2021): Regisseur, Autor, Koproduzent

### Dokumentationen
- GNYO (2009): Regisseur, Autor, Produzent
- Peña (2012): Regisseur, Autor, Produzent
- Stones pa' ti (2016): Regisseur, Autor, Produzent

## Buchveröffentlichungen
- Cuentos de relaxo I y II, Erzählungen, in Zusammenarbeit mit Nos y Otros, Havanna: Abril, 1992
- Nostalgia de la babosa, Gedichte, Havanna: Abril, 1993
- El elefantico verde, Geschichten für Kinder, Havanna: Abril, 1993
- Aventuras del caballero del Miembro Encogido, Roman, in Zusammenarbeit mit Nos y Otros, Havanna: Abril, 1993
- Los doce apóstatas, Roman, Havanna: Letras Cubanas, 1994, ISBN 9591001037
- Basura y otros desperdicios, Erzählung, in Zusammenarbeit mit Luis Felipe Calvo, Havanna: Letras Cubanas, 1994
- Virus, Roman, in Zusammenarbeit mit Luis Felipe Calvo, Havanna: Abril, 1994
- Criminales, Science-Fiction-Erzählung, Havanna: Abril, 1994
- La clessidra di Nicanor, Roman, Florenz: Giunti, 1997 (italienisch)
- El beso y el plan, Erzählung, Havanna: Letras Cubanas, 1997, ISBN 9591003552
- Obstáculo, Roman, Havanna: Letras Cubanas, 1997, ISBN 9591003110
- Un libro sucio, Erzählungen, in Zusammenarbeit mit Luis Felipe Calvo, Santa Clara: Capiro, 1998
- Cabeza de ratón, Erzählung, Havanna: Abril, 1998, ISBN 9592101426
- Los viajes de Nicanor, Erzählungen, Havanna: Extramuros, 2000
- Tres, Roman, Havanna: Letras Cubanas, 2002

- auf Deutsch erschienen als: Drei, Innsbruck: Skarabaeus, 2006, ISBN 3-7082-3206-2

- Todo por un dólar, Erzählungen, Madrid: H. Kliczkowski, 2006, ISBN 8496592049
- El universo de al lado, Roman, Madrid: Salto de Página, 2007, ISBN 8493563552
- Unplugged, Erzählung, Mailand: Gran Via, 2008 (italienisch), ISBN 8895492056
- Sex Machine, Erzählung, Havanna: Letras Cubanas, 2010, ISBN 978-959-10-1649-2
- Anodino y la lámpara maravillosa, Theaterstück, in Zusammenarbeit mit Nos y Otros, Havanna: Tablas-Alarcos, 2010, ISBN 978-959-7154-83-9
- Herejía, Erzählung, Santa Clara: Capiro, 2012, ISBN 978-959-265-244-6
- Cuarentena, Roman, Havanna: Letras Cubanas, 2012, ISBN 978-959-10-1817-5
- Ocio y medio, Roman, Bogotá: Isla de Libros, 2013
- Bonsai, Roman, Havanna: Unión 2014, ISBN 978-959-308-155-9
- Omega 3, Erzählungen, Havanna: Letras Cubanas, 2016, ISBN 978-959-10-2049-9
- La calle de la comedia, Roman, Sevilla: Guantanamera, 2016, ISBN 978-841-71-0477-1
- El enemigo, Roman, Havanna: Letras Cubanas, 2018, ISBN 978-959-10-2290-5

### Sammelbände
- Cubanísimo!: Junge Erzähler aus Kuba, (Hrsg. von Michi Strausfeld), Frankfurt am Main: Suhrkamp, 2000, ISBN 3-518-41187-X
- Die kubanische Filmkomödie, (Hrsg. von Helmut Groschup), Innsbruck: Studien Verlag 2001 (Deutsch), ISBN 3-7065-1449-4
- Voces Cubanas. Jóvenes cuentistas de la isla, Madrid: Popular, 2005, ISBN 84-7884-293-4
- Ciencia Ricción. Antología de cuentos humorísticos de ciencia ficción, (Hrsg. von Carlos Duarte Cano und Yoss), Havanna: Gente Nueva, 2014, ISBN 978-959-08-1767-0

## Preise und Auszeichnungen
- 1988 und 1992: „Abril“ Kulturpreis der Unión de Jóvenes Comunistas (Havanna)
- 1996: Italo-Calvino-Literaturpreis für kubanische Romanautoren (Havanna)
- 1997: „Calendario“ Preis für junge Schriftsteller der Asociación Hermanos Saíz (Havanna)
- 1998: Preis für die beste Erzählung der Zeitschrift Revolución y Cultura (Havanna)
- 2007: Preis für das beste Drehbuch des Internationalen Latino Filmfestivals von Los Angeles für Madrigal (Los Angeles, USA)
- 2008: Preis für das beste Drehbuch des Festivals Cine Latino von Paris für Óscar: una pasión surrealista (Paris, Frankreich)
- 2009: Spezialpreis der Jury der Auslandspresse und Besondere Erwähnung der Jury Fiktion für Regie und Drehbuch beim Low-Budget-Filmfestival von Gibara für Brainstorm (Gibara, Kuba)
- 2009: Auszeichnung als bester Kurzfilm des Jahres durch den Kubanischen Verband der Kinopresse für Brainstorm (Havanna)
- 2010: Preis für den besten Kurzfilm des Filmfestivals von Lebu für Brainstorm (Lebu, Chile)
- 2010: Preis für das beste Drehbuch des Filmfestivals von Cuenca für Lisanka (Ecuador)
- 2010: 1. Preis im Segment Audiovisuelles beim Humorfestival Aquelarre für die Kurzfilme Aché und Pravda (Havanna)
- 2012: Preis für das beste Drehbuch des Filmfestivals Gramado für Vinci (Gramado, Brasilien)
- 2012: „Coral“ Preis für das beste Drehbuch des Internationalen Festivals des Neuen Lateinamerikanischen Films für Lügen auf Kubanisch (Havanna)
- 2013: „Coral“ Preis für den besten Kurzfilm des Internationalen Festivals des Neuen Lateinamerikanischen Films für Casting (Havanna)
- 2016: Spezialpreis der Jury für das beste unveröffentlichte Langfilm-Drehbuch (Fiktion) beim Low-Budget-Filmfestival von Gibara für Making
- 2018: Kubanischer Alejo-Carpentier-Nationalpreis für den Roman El enemigo.